# Pál Hunor
Pál Hunor (Marosvásárhely, 1976. május 16. –) magyar színművész.

## Életpályája
1976-ban született az erdélyi Marosvásárhelyen.  Erdőszentgyörgyi Elméleti Líceum humán szakán érettségizett, majd Sulyok István Főiskola (Partium keresztény egyetem) zenepedagógia szakán tanult. 2007-ben diplomázott a Marosvásárhelyi Művészeti Egyetem színész szakán. 2007-2014 között a Nagyváradi Állami Színház – Szigligeti Társulatának, 2014-2018 között a debreceni Csokonai Színház tagja volt. 2023 - tól újra a debreceni Csokonai színház tagja.   A színészet mellett faszobrászattal is foglalkozik. 2023 -tól ismét a debreceni Csokonai színház tagja. 

Színházi Nevelési tapasztalat
Részt vett 2011 -ben a Nagyváradi Állami Színház által meghirdetett  Színház az iskolában, iskola a színházban  című programban, melynek célja, hogy a fiatalok közelebb kerüljenek a színházhoz, a magyar- és világirodalom egy-egy meghatározó művén keresztül, elősegítve a szövegértelmezési készséget, a színházi alkotófolyamatra való rálátást és a színházi eszközökkel történő önkifejezést.
2009 - ben bemutatta a  KLAMM HÁBORÚJA Archiválva 2022. december 29-i dátummal a Wayback Machine-ben (diákoknak szóló színházi műfaj) című monodrámát.  
A darab iskolákban, osztálytermekben szembesíti a tanulókat azokkal a sajátos problémákkal, melyekkel a mindennapi élet során találkoznak. Szórakoztatva, elgondolkoztatva segít fejleszteni a tizenévesek kommunikációs – konfliktuskezelő – és empatikus készségét, valamint a színházi élmény jobb megértését, feldolgozását. 
2010 -ben  FÜGE Egyesület a Polgár Krisztina Emlékalap megbízásából nyílt pályázati felhívás, Tantermi Színházi Projekt címmel. A nyílt felhívásra összesen 204 javaslat érkezett a legkülönbözőbb társulatok, alkotói csoportosulások és önálló előadók által.
A beérkezett projektek közül a felkért szakmai zsűri - Gáspár Máté, Nánay István és Vekerdy Tamás - választotta ki azt a 18 előadást, amelyek kétnapos szemle keretén belül mérettetnek meg szakértői, tanári valamint diák közönség előtt. A KLAMM HÁBORÚJA Archiválva 2022. december 29-i dátummal a Wayback Machine-ben részt vett a szemlén.

## Filmes és fontosabb színházi  szerepei
- Kossuth papja (2015)

## Színházi szerepei
- A SZEMÜVEGES SZIRÉN : Dunajcsik Mátyás -  Csokonai Nemzeti Színház Archiválva 2022. december 29-i dátummal a Wayback Machine-ben  (2018)
- IRÉN LEVELE : Bereményi Géza  -   Magyar Művészeti Akadémia (2017)
- A KISFIÚ MEG AZ OROSZLÁNOK : Lázár Ervin  - Csokonai Nemzeti Színház Archiválva 2022. december 29-i dátummal a Wayback Machine-ben (2017)
- AZ ÖZVEGY KARNYÓNÉ S KÉT SZELEBURDIAK : Csokonai Vitéz Mihály - Csokonai Nemzeti Színház Archiválva 2022. december 29-i dátummal a Wayback Machine-ben (2016)
- A CHIOGGIAI CSETEPATÉ : Carlo Goldoni -  Csokonai Nemzeti Színház Archiválva 2022. december 29-i dátummal a Wayback Machine-ben (2015)
- AKÁR AKÁRKI : Borbély Szilárd -  Csokonai Nemzeti Színház Archiválva 2022. december 29-i dátummal a Wayback Machine-ben (2015)
- MADE IN HUNGARIA : Fenyő Miklós ; Tasnádi István (író) -  Csokonai Nemzeti Színház Archiválva 2022. december 29-i dátummal a Wayback Machine-ben (2015)
- A MAGYAR FAUST : Orbán János Dénes -  Csokonai Nemzeti Színház Archiválva 2022. december 29-i dátummal a Wayback Machine-ben (2015)
- A DÜHÖS LOVAG : Lackfi János - Csokonai Nemzeti Színház Archiválva 2021. november 22-i dátummal a Wayback Machine-ben (2014)
- ISTENI SZÍNJÁTÉK - (LA DIVINA COMMEDIA) : Dante Alighieri - Zsámbéki Színházi és Művészeti Bázis (2014)
- ISTENT A FALRA FESTENI : Mészáros Tibor - Csokonai Nemzeti Színház Archiválva 2022. december 29-i dátummal a Wayback Machine-ben (2014)
- A NAGY ROMULUS : Friedrich Dürrenmatt - Nagyváradi Állami Színház Archiválva 2022. december 29-i dátummal a Wayback Machine-ben (2013)
- A FIÚ : Forgách András - Nagyváradi Állami Színház (2013)
- JELENETEK EGY KIVÉGZÉSBŐL : Howard Barker -  Nagyváradi Állami Színház Archiválva 2022. december 29-i dátummal a Wayback Machine-ben (2012)
- SZÉP MAGYAR KOMÉDIA : Balassi Bálint - Mikházi Csűrszínház (2012)
- A DZSUNGEL KÖNYVE : Dés László ; Geszti Péter ; Békés Pál (író)  - Nagyváradi Állami Színház Archiválva 2022. december 29-i dátummal a Wayback Machine-ben (2012)
- VÉRNÁSZ : Federico García Lorca -  Mikházi Csűrszínház (2011)
- MÁGNÁS MISKA : Szirmai Albert ; Bakonyi Károly ; Gábor Andor  - Nagyváradi Állami Színház Archiválva 2022. december 29-i dátummal a Wayback Machine-ben (2011)
- LILIOMFI : Szigligeti Ede - Nagyváradi Állami Színház (2011)
- KÖZELLENSÉG : Tasnádi István (író) - Nagyváradi Állami Színház (2011)
- MOBIL : Sergi Belbel - Nagyváradi Állami Színház (2011)
- MAUZÓLEUM : Parti Nagy Lajos - Nagyváradi Állami Színház (2010)
- KLAMM HÁBORÚJA : Kai Hensel - Nagyváradi Állami Színház Archiválva 2022. december 29-i dátummal a Wayback Machine-ben (2009)
- KASIMIR ÉS KAROLINE : Ödön von Horváth - Nagyváradi Állami Színház Archiválva 2022. december 29-i dátummal a Wayback Machine-ben (2009)
- A REVIZOR : Ödön von Horváth - Nagyváradi Állami Színház ( Archiválva 2022. december 29-i dátummal a Wayback Machine-ben2008)
- PHAEDRA : Jean Racine - Nagyváradi Állami Színház(2008)

## Díjai és kitüntetései
- Magyar kultúráért díj - Nagyváradi Állami Színház (2012)
- Nívó díj - Nagyváradi Állami Színház (2011)
- Földes Kati díj - Nagyváradi Állami Színház(2010)